# Collège des consultants en immigration et en citoyenneté

Logo bilingue CICC.

Le  Collège des consultants en immigration et en citoyenneté (CCIC) est à compter du 23 novembre 2021 l'autorité de réglementation créée pour protéger les consommateurs en supervisant la réglementation des consultants en immigration, des consultants en citoyenneté et des conseillers aux étudiants internationaux,. Le nom précédent de l'organisme est le Conseil de Réglementation des Consultants en Immigration du Canada (CRCIC).

## Historique
Désignée à cette fin par le ministre fédéral de l'Immigration, des réfugiés et de la citoyenneté, le Conseil de Réglementation des Consultants en Immigration du Canada a commencé à réglementer les consultants en immigration en 2011, et les consultants en citoyenneté et les conseillers pour les étudiants internationaux en 2015.
Selon loi fédérale canadienne, les consultants en immigration qui donnent des conseils pour l'immigration au Canada ou qui offrent des services aux étudiants internationaux moyennant des frais doivent être enregistrés auprès du CRCIC et doivent être accrédités en tant que consultants réglementés en immigration (CRIC) ou en tant que les conseillers réglementés en immigration d'étudiants internationaux (CRIEE), respectivement.
Pour agir à titre de consultant en immigration au Québec, une personne doit être inscrite au CRCIC, reconnue par le Ministère de l'Immigration, de la Francisation et de l'Intégration, et inscrite au Registre québécois des consultants en immigration.).
Ayant un siège social à Burlington (Ontario), le CRCIC a également un bureau à Saint-Laurent au Québec et Burnaby en Colombie-Britannique:2. 